# أحمد بن موسى الشرقي
أحمد بن موسى الشرقي البخاري المعروف ب با حماد أو باحماد (مواليد 1840م - توفي يوم 13 ماي 1900م) هو حاجب السلطان الحسن الأول ثم كبير وزراء السلطان عبد العزيز. يعتبر واحدا من الشخصيات المهمة والمؤثرة في تاريخ السلطنة الشريفة المغربية أواخر القرن التاسع عشر.

## مسيرته
سليل عبيد البخاري، جده أحمد مول أتاي كبير وزراء المولى سليمان ووالده أبا عمران موسى شغل وظيفتي الحاجب والصدر الأعظم زمن محمد الرابع والحسن الأول. حين حل باء التيفوئيد بالمغرب مطلع عام 1879 توفي والده بمراكش. اعتقد ابنه أبا احماد بأنه سيخلف الأب في المنصبين معاً. لكن السلطان الحسن الأول فضل تجزيء الوظيفتين مُعينا ابن المتوفي حاجبا، ومنح منصب الصدر الأعظم لمحمد بن العربي الجامعي، المنصب التي سينتقل بعد اعتلال صحة محمد الجامعي، إلى أخيه المعطي، وهو ما أثار غضب أبا احماد، الذي اعتبر الوافد الجديد غير أهل للمسؤولية التي كلف بها.
كان السلطان مولاي الحسن الأول قد أوصى بالملك لابنه عبد العزيز زمن حياته بعد أن استبعد ابنه البكر مولاي امحمد، لكن عند وفاته انفجرت معارضات من طرف بعض رجال الدولة على تنصيب ملك لا يتجاوز عمره الأربع عشرة سنة، فتدخل با حماد فحملهم على التوقيع بالإكراه بعد أن هم بعضهم بالعودة إلى مراكش وتنصيب اخيه المولى امحمد، فجمع با حماد الجيش وشيوخ الزوايا وادعى أن السلطان لا يزال مريضا ولم يمت بعد، فأرغمهم على بيعة الأمير عبد العزيز، ووضع في السجن كل من كان خصما له في الحكومة السابقة، وكان هو من يمسك بخيوط تسيير السلطان الصغير. وقد سجن على التوالي، بعد بضع معارك، الأميرين مولاي امْحمد ومولاي عمر.
كان أبا احماد حذرا في اختيار مساعديه، حيث اقتصر على أقاربه وأوثق أصدقائه، فقد حافظ علي المسفيوي على منصبه في وزارة الشكاية منذ العهد الحسني. واستمر صديقه الحميم عبد السلام التازي في وزارة المالية، بينما ظل محمد المفضل غريط في وزارة الخارجية، إلى أن خلفه فيها عبد الكريم بنسليمان الذي كان بدوره صنيعة من صنائع كبير الوزراء. أما أخواه إدريس بن موسى وسعيد بن موسى فقد أسندت إليهما الحجابة ووزارة الحرب، بينما عين ابن عمه الفقيه المختار بن عبد الله كبير كتاب الصدارة العظمى.
أجهض باحماد في يناير 1899م انتفاضة مولاي رشيد، عم مولاي عبد العزيز وعامل تافيلالت، وذلك عن طريق جعل جزء من قبيلة گلاوة ينفصلون عنه. ورغم انتصار القوات الشريفة في معركتها ضد أنصار مولاي رشيد، فإن الصدر الأعظم لم يغادر العاصمة الجنوبية في اتجاه شمال البلاد حيث كانت تسود فوضى عارمة، لأنه استعشر بداية تزعزع المخزن من أسسه.
في عهده قويت السيبة بشكل كبير في المغرب. كان غنيا للغاية وبنى قصر الباهية في مراكش الذي لا زال مزارا لآلاف الزوار والسياح سنويا. وحسب معاصره والتر هاريس، فإن أبا حماد «كان قصير القامة، وسمينا بعض الشيء، أما مظهره، فلم يكن يبعث على الارتياح، ورغم ذلك، فقد كان جد مضياف». تميزت فترة حكمه بالاستبداد، واستمرار هيبة السلطة المخزنية كما كانت في عهد السلطان مولاي الحسن، وبسبب ابعاده لعدد من الرجال عن دواليب المخزن، خلق فراغا انقضت بسببه عدد من قواعد المخزن بعد موته. ويذكر المؤرخ مصطفى الشابي: «وُصف أبا حماد بالحرص على العبادة، كما وصف بالدهاء، ونعت سلوكه أحيانا ب «الميكيافيلية»، واعترف له الجميع بالخبرة الواسعة في تدبير شؤون الحكم وبالتكتم في القرارات والمهارة في استغلال التنافس بين القبائل والتنظيمات الدينية. وكان شغوفا بممارسة الحكم، حريصا على ضمان تأييد الأعيان في المدن وخاصة العلماء في كل من فاس ومراكش ومكناس»، قبل أن يضيف: «كان قاسيا لا يعرف الشفقة بأحد إذا هُددت مصالح الدولة، وكان بالرغم من نوازعه الشخصية رجل دولة مرموقا، اجتهد طيلة حياته في صون استقلال بلاده الذي بات مهددا بعد وفاة السلطان مولاي الحسن».
دخلت الدولة في حالة من الفوضى بعد وفاته. وخلفه في المنصب ابن عمه المختار بن عبد الله، الذي لن يدوم طويلا نظرا لسيطرة المهدي المنبهي على الحكومة، والذي أقنع السلطان عبد العزيز بتعيين فضول غرنيط مكانه.